# Semaeopus signifer
Semaeopus signifer là một loài bướm đêm trong họ Geometridae.